# Murphy Guyer
Murphy Guyer (* 25. Dezember 1952 in Dover, Delaware) ist ein US-amerikanischer Schauspieler.

## Leben und Karriere
Murphy Guyer stammt aus Delaware, wuchs allerdings in Maryland auf. Mit 19 ging er nach New York, um dort an der American Academy of Dramatic Arts zu studieren, für die er ein Stipendium erhielt. Dort entdeckte er sein Talente für das Schreiben von Sketchen und Witzen und sammelte bald darauf erste Bühnenerfahrung als Stand-Up-Komiker. Zu einem seiner ersten Engagements am Theater, Anfang der 80er Jahre, zählte die Aufführung des Stücks Eden Court, welches auf dem Humana Festival of New American Plays in Louisville aufgeführt wurde. Anschließend wurde es auch am Broadway gezeigt und auch verfilmt. Während seiner gesamten Laufbahn hat er immer wieder Theaterstücke geschrieben, die landesweit aufgeführt wurden. Dazu zählen The Metaphor, Loyalties und das Satirestück The American Century. Einige schafften es bis nach Kanada, Großbritannien, Irland und Russland.
Seinen ersten Auftritt vor der Kamera hatte er 1991 mit einem Auftritt in der Serie Law & Order. Bis 2005 trat er in insgesamt fünf Episoden der Serie auf. 1994 war er in der Rolle des Cole im Fernsehfilm Vanishing Son II – Im Feuer des Drachen zu sehen. Ein Jahr später spielte er einen Sheriff im Filmdrama Parallel Sons. Im Politthriller City Hall war er in der Rolle des Capt. Florian zu sehen. 1997 trat er in den Filmen Projekt: Peacemaker und Im Auftrag des Teufels in kleinen Rollen auf. Seine Fernsehauftritte in dieser Zeit umfassen New York Undercover, Oz – Hölle hinter Gittern, Die Sopranos, Ed – Der Bowling-Anwalt und Third Watch – Einsatz am Limit. In der Komödie Arthur stellte er 2011 Officer Kaplan dar. Es folgten Auftritte in 24, Rubicon, Mildred Pierce, White Collar, Person of Interest, Blue Bloods – Crime Scene New York, Elementary, House of Cards, Billions, The Blacklist, The Good Fight, Madam Secretary und The Code.
2017 trat Guyer im Jugendfilm Wonderstruck auf. 2019 stellte er Barry O'Donnell im Film Joker dar. Ab 2018 spielte er wiederkehrende Rollen in den Serien The Deuce und Bull. Neben seiner Schauspieltätigkeit leiht er auch gelegentlich Figuren aus Videospielen seine Stimme, darunter Red Dead Redemption und Batman: The Telltale Series.
Guyer lebt und arbeitet in New York City.

## Filmografie (Auswahl)
- 1991–2005: Law & Order (Fernsehserie, 5 Episoden)
- 1994: Vanishing Son II – Im Feuer des Drachen (Vanishing Son II, Fernsehfilm)
- 1995: Parallel Sons
- 1995–1997: New York Undercover (Fernsehserie, 2 Episoden)
- 1996: City Hall
- 1996: Aliens in the Family (Fernsehserie, Episode 1x08)
- 1997: Love Walked In
- 1997: Oz – Hölle hinter Gittern (Oz, Fernsehserie, 4 Episoden)
- 1997: Projekt: Peacemaker (The Peacemaker)
- 1997: Im Auftrag des Teufels (The Devil's Advocate)
- 1997: Der Schakal (The Jackal)
- 1998: Rounders
- 1998: Money Kings (Fernsehfilm)
- 1999: Homicide (Fernsehserie, Episode 7x13)
- 2001: Die Sopranos (The Sopranos, Fernsehserie, Episode 3x01)
- 2003: Ed – Der Bowling-Anwalt (Ed, Fernsehserie, Episode 3x13)
- 2003: Third Watch – Einsatz am Limit (Third Watch, Fernsehserie, Episode 5x07)
- 2004: The Jury (Fernsehserie, Episode 1x02)
- 2004: She Hate Me
- 2006: Das Fest des Ziegenbocks (La fiesta del chivo)
- 2006: Jung und Leidenschaftlich – Wie das Leben so spielt (As the World Turns Fernsehserie, eine Episode)
- 2006: Conviction (Fernsehserie, Episode 1x11)
- 2009: 24 (Fernsehserie, Episode 7x01)
- 2009: The Mercy Man
- 2010: Rubicon (Fernsehserie, 5 Episoden)
- 2011: Arthur
- 2011: Mildred Pierce (Miniserie, 5 Episoden)
- 2012: White Collar (Fernsehserie, Episode 3x13)
- 2012: Blue Bloods – Crime Scene New York (Blue Bloods, Fernsehserie, Episode 3x01)
- 2013–2016: House of Cards (Fernsehserie, 2 Episoden)
- 2014: Person of Interest (Fernsehserie, Episode 3x20)
- 2015: Elementary (Fernsehserie, Episode 3x11)
- 2015: Understudies (Fernsehserie, 2 Episoden)
- 2016: Billions (Fernsehserie, Episode 1x07)
- 2016: The Blacklist (Fernsehserie, 2 Episoden)
- 2017: Wonderstruck
- 2018: The Good Fight (Fernsehserie, Episode 2x05)
- 2018: Paterno (Fernsehfilm)
- 2018: Madam Secretary (Fernsehserie, Episode 4x22)
- 2018–2019: The Deuce (Fernsehserie, 5 Episoden)
- 2018–2020: Bull (Fernsehserie, 4 Episoden)
- 2019: The Code (Fernsehserie, Episode 1x06)
- 2019: Wetlands
- 2019: Joker
- 2019: New Amsterdam (Fernsehserie, Episode 2x09)
- 2020: Good Friday
- 2020: NOS4A2 (Fernsehserie, 2 Episoden)